# Peanuts Hucko
Michael Andrew »Peanuts« Hucko, ameriški glasbenik, * 7. april 1918, Syracuse, New York, † 19. junij 2003, Fort Worth, Teksas.

## Življenjepis
Hucko se je leta 1939 preselil v New York, kjer se je resno začel ukvarjati z glasbo. Sprva je igral tenorski saksofon. Do leta 1940 je igral z Willom Bradleyem in Joem Marsalo. Nato je nekaj časa igral s Charliem Spivakom, nato pa je bil vpoklican v vojsko. Med drugo svetovno vojno je skupaj z Glennom Millerjem igral v orkestru letalskih sil Armade, ki je služil v Evropi. Po vojni je igral v različnih glasbenih zasedbah, ki so po večini preigravale jazzovsko glasbo. Tako je sodeloval z glasbeniki kot so Benny Goodman, Ray McKinley, Eddie Condon in Jack Teagarden. Med letoma 1950 in 1955 je deloval kot studijski glasbenik pri teleizijskih hišah CBS in ABC. Kasneje je spet nekaj časa sodeloval z Goodmanom in Teagardnom, nato pa se je pridružil zasedbi All-Stars, Luisa Armstronga, s katero je igral med letoma 1958 in 1960. Med letoma 1964 in 1966 je imel tudi svojo glasbeno skupino, s katero je igral v klubu Eddieja Condona.
Od leta 1966 je bil pogosto gostujoči glasbenik na Kolorado jazz zabavah Dicka Gibsona, kjer je nastopal z zasedbo Ten Greats of Jazz, kasnejšim World's Greatest Jazz Bandom. V sedemdesetih letih 20. stoletja je bil vodja Glenn Miller Orchestra, s katerim je gostoval po ZDA in drugod.
V zgodnjih sedemdesetih letih 20. stoletja je na nacionalni televiziji nastopal tudi z orkestrom Lawrence Welk Orchestra.
Leta 1974 je odprl lastni nočni klub v Denverju, ki se je imenoval Peanuts Hucko's Navarre. V njem je bila glavna zvezda Huckova žena, Louise Tobin.
Zadnjo skladbo je posnel leta 1992. To je bila pesem Swing That Music (Star Line), ki jo je posnel skupaj z ženo, trobentačem Randyjem Sandkejem in pianistom Johnnyjem Varro.